# Dissipation
Dissipation (lateinisch für „Zerstreuung“) bezeichnet in der Physik den Vorgang in einem dynamischen System, bei dem z. B. durch Reibung die Energie einer makroskopisch gerichteten Bewegung, die in andere Energieformen umwandelbar ist, in thermische Energie übergeht, d. h. in Energie einer ungeordneten Bewegung der Moleküle, die dann nur noch teilweise umwandelbar ist. Ein solches System heißt dissipativ. Der Begriff wurde von William Thomson eingeführt und kommt in den physikalischen Gebieten der Thermodynamik und der Akustik oder allgemein in der Wellenlehre vor. Ein Beispiel für ein dissipatives System ist die gedämpfte Schwingung.
In der Thermodynamik werden die Arbeiten, die auf Grund von Reibungs-, Drosselungs- oder Stoßvorgängen in thermische Energie (innere Energie) umgewandelt werden, als Dissipationsarbeiten bezeichnet. Es handelt sich dabei um irreversible Vorgänge, bei denen die Entropie zunimmt, anders ausgedrückt: Exergie wird in Anergie umgewandelt (vgl. Zweiter Hauptsatz der Thermodynamik). Diese Arbeiten sind Prozessgrößen, d. h. wegabhängig.
Die Dissipationskonstante für einen Heißleiter (engl. Negative Temperature Coefficient, NTC) ist der Temperaturbeiwert, spezifiziert in der Regel für stehende Luft. Bei Kontakt mit Wasser ändert sich die Dissipationskonstante. In der Akustik ist die Dissipationskonstante (dort auch Absorptionskoeffizient genannt) ein Maß für die Schwächung von Schallwellen (Schallabsorption) durch die Umwandlung der Schallenergie in thermische Energie.
In der Werkstofftechnik versteht man im Zusammenhang mit dem Werkstoffkreislauf unter Dissipation den Verbrauch von Rohstoffen – also nicht auszugleichende Verluste, z. B. Korrosion, Abrieb und sonstigen Verlust in breitgestreuter Verteilung über die ganze Erdoberfläche, so dass der Rohstoff nicht zurückgewonnen werden kann.
In der Meteorastronomie bewirkt die Dissipation infolge der hohen Geschwindigkeiten der Sternschnuppen (zwischen 12 und 70 km/s) die Leuchterscheinung von Meteoren in etwa 100 km Höhe.
Bei der Schwächung von elektromagnetischen Wellen in Materialien geht die Dissipation in den Absorptionskoeffizient mit ein.

## Dissipation in der Thermodynamik
In einem abgeschlossenen System ist die Dissipation eine wesentliche Ursache von irreversiblen thermodynamischen Prozessen.

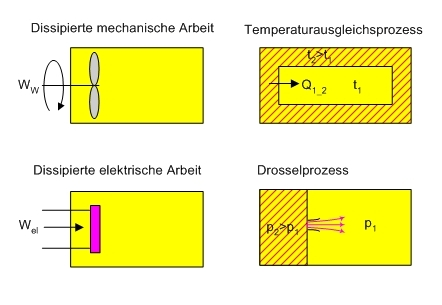
Dissipative Vorgänge im geschlossenen System

Das Bild veranschaulicht verschiedene dissipative Vorgänge in einem geschlossenen adiabaten System.
Linke Seite der Abbildung:
- Die Arbeit eines Ventilators leistet in einem geschlossenen Behältnis wegen der starren Systemgrenze keine Volumenänderungsarbeit, wird daher vollständig durch Reibung dissipiert,[11]
- Die zugeführte elektrische Energie wird von einem Heizelement in Wärme umgewandelt und verteilt sich über die Systemgrenze hinweg.

Rechte Seite der Abbildung:
- Die Wandung des Behältnisses ist wärmer als sein Inneres. Die Wärme im Bild fließt ungenutzt von „warm“ nach „kalt“. Ihr  exergetischer Anteil wird dissipiert.
 Theoretisch könnte beim Temperaturausgleichsprozess innerhalb des Systems über einen Carnot-Prozess reversibel Arbeit erzeugt und nach außen abgegeben werden.
- Der Druck in der schraffierten linken Kammer ist höher als in der rechten Kammer. Gas strömt darum durch eine Düse von links nach rechts.
 Statt des abgebildeten Drosselprozesses könnte über einen beweglichen Kolben (mit Kraftübertragung nach außen) der Druckausgleich reversibel erfolgen, oder hinter der Düse könnte ein Windrad Arbeit leisten. Auch diese Möglichkeiten bleiben ungenutzt, die Arbeit wird stattdessen dissipiert.[11]

Bei einem Verbrennungsmotor wird durch Reibung zwischen den Kolbenringen und den Zylinderwänden ein Teil der bereits aus Wärmeenergie erzeugten Volumenarbeit wieder in innere Energie zurückverwandelt, so dass die nach außen übertragene mechanische Arbeit geringer wird und so der Wirkungsgrad sinkt.